# Danny Invincibile
Daniele „Danny“ Invincibile (* 31. März 1979 in Brisbane) ist ein ehemaliger australischer Fußballspieler und heutiger Trainer.

## Karriere

### Spieler

#### Verein
Invincibile kam 1997 vom lokalen Klub Taringa Rovers in die National Soccer League zu den Brisbane Strikers. Nach einer Saison mit nur sporadischen Einsätzen wechselte er zum Ligakonkurrenten Marconi Stallions, für die er bis zu seinem Abgang im Jahre 2000 zu 39 Ligaeinsätzen kam. Während eines Testspiels für West Ham United im Sommer 2000 wurde er von Colin Todd, Trainer von Swindon Town, gesichtet und schließlich zum englischen Drittligisten geholt.
Unter Todd kam Invincibile im rechten Mittelfeld zum Einsatz. Nach dessen Abgang im Oktober 2000 setzte ihn sein Nachfolger Andy King als rechter Außenverteidiger ein. Eine Position die dem Australier weniger lag und dazu führte, dass er in der zweiten Saisonhälfte mehrfach auf der Ersatzbank Platz nehmen musste. Trotz dieser Umstellung wurde Invincibile mit neun Treffern bester Torschütze seines Teams in der Saison 2000/01 und schaffte mit dem Klub knapp den Klassenerhalt. Ein weiterer Trainerwechsel zur Saison 2001/02 brachte auch für Invincibile eine erneute Positionsumstellung. Roy Evans setzte ihn als Mittelstürmer ein, diese Position behielt er auch nach der Rückkehr von Andy King im Dezember 2001 bei und bekleidete diese Position in zwei Spielzeiten mit einer durchwachsenen Trefferquote von 13 Toren in 86 Ligaspielen.
Mit Ablauf seines Vertrags bei Swindon lehnte er mehrere neue Vertragsangebote des Klubs ab und wechselte im Sommer 2003 ablösefrei zum schottischen Erstligisten FC Kilmarnock, für den er bis Juni 2011 als Stammspieler agierte. Am 1. Juli 2011 wechselte er bis Jahresende nach Zypern zu Ermis Aradippou. Im Januar 2012 zog es ihn nach Thailand, wo er in der Hauptstadt Bangkok einen Vertrag bei Army United unterschrieb. Mit dem Verein spielte er 13-mal in der ersten Liga. Nach zwei Spielzeiten beendete er am 1. Januar 2014 seine aktive Karriere als Fußballspieler.

#### Nationalmannschaft
Invincibile gehörte von 1998 bis 1999 zum australischen U-20-Aufgebot und nahm mit dem Team an der Junioren-Weltmeisterschaft 1999 in Nigeria teil, bei der die Mannschaft in der Vorrunde scheiterte. Bis zu seiner ersten Berufung in die A-Nationalmannschaft Australiens dauerte es bis August 2009, zuvor stand er mehrfach auf Abruf bereit. Im anschließenden Freundschaftsspiel gegen Irland wurde er aber nicht eingesetzt.

### Trainer
2020 übernahm Invincibile das Traineramt bei der zweiten Mannschaft von Bangkok United. Im Oktober 2020 wurde er bei dem Erstligisten Bangkok United Interimstrainer. Das Amt hatte er bis Anfang November 2020 inne. Die Saison 2022/23 stand er als Cheftrainer an der Seitenlinie des Drittligisten Samut Prakan FC. Mit dem Verein aus Samut Prakan spielte er in der Bangkok Metropolitan Region. Zu Beginn der Saison 2023/24 übernahm er das Traineramt beim Zweitligisten Ayutthaya United FC. Am Saisonende verließ er den Verein wieder.